# استديوهات سمارت
استديوهات سمارت (بالإنجليزية: Smart Studios)‏ هو استديو تسجيل موسيقي يقع في مدينة ماديسون بولاية ويسكونسن. تأسس عام 1983 على يد بوتش فيغ وستيف ماركر لإنتاج فرق موسيقية محلية.
نجا الاستوديو من حوادث مختلفة، بما في ذلك فيضانات، وفي عام 2003، حطمت مجرفة جدران استوديو الطابق السفلي. في 1 مايو عام 2010، أغلق الاستوديو أبوابه بسبب صعوبات مالية. بعد الإغلاق، قامت المخرجة ويندي شنايدر بعمل فيلم وثائقي حول استوديوهات سمارت، حيث قامت بإجراء مقابلات مع فنانين ومنتجين موسيقيين ومهندسين عملوا في المنشأة. في سبتمبر عام 2013، قام المنتج والموسيقي براين ليستون بإعادة فتح منشأة استديوهات سمارت السابقة باسم «كلوتش ساوند».

## وصلات خارجية
- موقع استديوهات سمارت (بالإنجليزية)
- موقع استديوهات كلوتش ساوند (بالإنجليزية)
- موقع توثيق استديوهات سمارت (بالإنجليزية)

‌